# Легздин, Яков Петрович
Яков Петpoвич Легздин (имя при рождении Екабс Бертольдс Легздиньш, латыш. Jēkabs Legzdiņš, 25 сентября 1893 года, Болдерая — 1954, Ленинград) — российский и советский полярный мореплаватель. Капитан ледоколов «Красин», «Степан Макаров», л/п «Якутия», г/с «Папанин». Участник спасательной экспедиции группы Нобиле.

## Биография
В 1914 году Яков Легздин был призван в российский военный флот, зачислен в 1-й Балтийский флотский экипаж и 15 апреля 1915 года произведён в прапорщики по адмиралтейству. 28 декабря 1915 года награждён орденом Св. Станислава 3-й степени с мечами и бантом.
В 1917 году становится командиром сторожевого корабля на Ладожском озере.
В 1928 году Яков Легздин стал четвёртым штурманом «сборной команды» ледокола «Красин», отправившегося на поиски пропавшего в северных льдах дирижабля «Италия» и уцелевших людей генерала Нобиле. Затем за границей выступал с докладами о спасении группы Нобиле.
В 1928 году участвовал в 9-й Карской экспедиции.
В 1932 году назначен капитаном «Красина»
В 1933 году совершил высокоширотный зимний рейс до берегов архипелага Новая Земля (за эту спасательную операцию получил орден Ленина)
В 1941 г. капитан ледокола «Степан Макаров»
B 1942 г. был групповым капитаном Bосточного сектора Арктики.
B 1943—1945 гг. командовал л/п «Якутия», a затем г/c «Пaпанин». Служил на острове Диксон в должности капитана-девиатора. Гидрограф С. В. Попов писал:
«Навигационная камера была организована еще в военные годы известным ледовым капитаном Яковом Петровичем Легздиным — одним из первых среди торговых моряков кавалеров ордена Ленина, награждённым вместе с М. И. Шевелёвым за зимний поход на ледоколе «Красин» к северной оконечности Новой Земли, опытный и аккуратный Легздин содержал своё хозяйство в образцовом порядке, сам обслуживал магнитные компасы на заходивших в Тикси судах.» 
Последние годы жизни провел в Ленинграде.

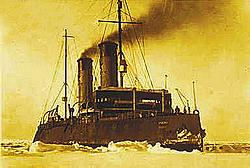
Ледокол «Красин»

Ледокол «Степан Макаров»

Состав экспедиции на ледоколе «Красин» летом 1928 года. Яков Легздин 26-й

## Память
- Географические объекты названые в честь Якова Легздина:
  - Большой залив у северо-западного побережья архипелага Новая Земля в Баренцевом море

Исследователями отмечалось:
подобной чести не удостаивался ни один из латвийских мореходов
- - Мыс на западном берегу острова Земля Георга, входящего в архипелаг Земля Франца-Иосифа
- В 1969 году был снят фильм «Красная палатка» об арктической экспедиции Умберто Нобиле о постигшей её катастрофе и спасении большинства участников советскими лётчиками и моряками ледокола «Красин»

## Награды и премии
- Орден Ленина — «За исключительные заслуги участников похода ледокола «Красин» по заданию Правительства для оказания помощи зимовщикам на Новой Земле». Постановление Президиума ЦИК и СНК СССР от 20 января 1934 года.
- Орден Красной Звезды в 1940 году
- Орден Знак Почёта — за транспортные операции в Арктике в 1943—1945 годах